# 3501 Олегія
3501 Олегія (3501 Olegiya) — астероїд головного поясу, відкритий 18 серпня 1971 року.
Тіссеранів параметр щодо Юпітера — 3,268.